# Kloster Niederehe

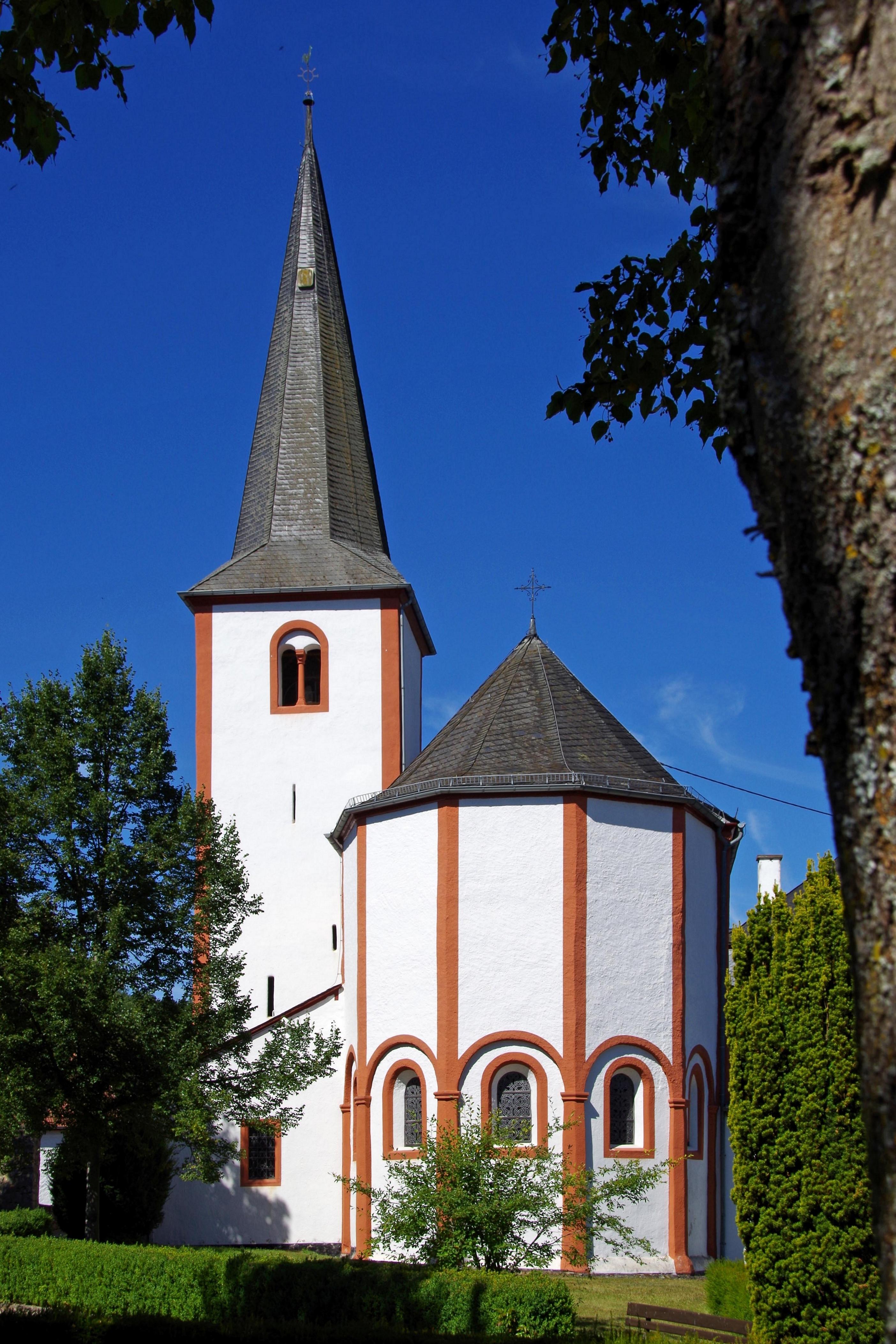
Klosterkirche in Niederehe

Das Kloster Niederehe ist ein ehemaliges Prämonstratenserinnenkloster in Niederehe, einem Ortsteil der Gemeinde Üxheim (Landkreis Vulkaneifel) in Rheinland-Pfalz.

## Lage
Das Kloster steht im westlichen Bereich der Gemarkung auf einer Höhe von etwas über 400 m ü. NHN. Nördlich fließt der Niedereher Bach, der gut 1,6 km weiter östlich in den Ahbach mündet, einen rechten Zufluss der Ahr.. Von der nördlich gelegenen Nohner Straße führt in südöstlicher Richtung die Kerpener Straße auf das Kloster zu. Ebenfalls von der Nohner Straße aus, wenn auch einige Meter weiter östlich, verläuft die Loogher Straße in südwestlicher Richtung. Durch den Bach sowie die beiden Straßen wird eine dreiecksförmige Fläche aufgespannt, auf der in der Mitte das Kloster steht. Das Gelände wird von einer Mauer aus unbehauenen Steinen eingefriedet.

## Geschichte

### 12. bis 14. Jahrhundert
1162 erhielten drei Herren von Kerpen vom damaligen Erzbischof von Köln Rainald von Dassel die grundsätzliche Zusage zum Bau eines Klosters. Die drei Brüder Albero (1158–1197), Alexander (1168–1197) sowie Dietrich (1173–1201) und ihre Schwestern begannen daher mit der Planung des Bauwerks. Sie sahen vor, auf ihrem Allod ein Kloster für adelige Jungfrauen nach der Augustinusregel im Tal des Niedereher Bachs zu errichten. Zwischen 1162 und 1175 errichteten Handwerker zunächst das südliche Nebenschiff der Klosterkirche, während die Brüder zahlreiche Grundstücke sowie weitere Einnahmequellen zusammenführten, um die dauerhafte Finanzierung des Stifts sicherzustellen. Philipp I. von Heinsberg bestätigte daraufhin die Planungen, sodass die Brüder ab 1175 mit dem Bau des Klosters „allodium in villa, qua dicitur Ye“ begannen. Es wurde aufgrund eines Erlasses von Erzbischof Adolf I. aus dem Jahr 1197 nicht von einer Äbtissin, sondern von einer Magistra geführt. Zur Begründung hieß es: „Damit sie nicht stolz werden.“ Sie erhielt 1218 das Kirchenpatronat und den Zehnt. Der Konvent wurde 1223 auf 25 Klosterfrauen festgelegt, um „die Überfüllung des Klosters mit unnützen Personen zu vermeiden.“ Aus diesem Jahr sowie aus den Jahren 1203 und 1218 sind weitere Schenkungen überliefert, darunter Grundstücke in Bachem sowie Weinberge in Ahrweiler. 1225 oder 1226 ordnete der Kölner Erzbischof Heinrich I. es der Abtei Steinfeld zu. Es war fortan den Regeln des Prämonstratenserordens unterstellt. Im Laufe der Jahre wurden Besitztum und Vermögen des Klosters durch (überwiegend) Schenkungen und Vermächtnisse seitens adeliger Stifter bzw. Bewohnerinnen gemehrt. Erzbischof Johann I. vermachte dem Kloster beispielsweise ein Ewiges Licht sowie fünf Pfund. Hinzu kamen Einnahmen aus dem Ablasshandel, die der Bischof Aegidius von Jerusalem dem Kloster bewilligte. Durch die Verehrung des heiligen Antonius setzte ein reger Zustrom von Pilgern und Wallfahrern ein, der dem Kloster weitere Einnahmen bescherte. Innozenz IV. stellte das Kloster in einer Bulle vom 30. März 1246 unter päpstlichen Schutz. Damit waren nicht nur sämtliche Privilegien und Indulte geschützt, sondern auch die Aufnahme und Austritte der Klosterschwestern geregelt.

### 15. bis 18. Jahrhundert
Im Zusammenhang mit dem wachsenden Wohlstand des Klosters wird in zeitgenössischen Quellen ein „Verfall der klösterlichen Zucht und der Sitten“ beschrieben, wobei Letzteres nicht näher ausgeführt wird. Die Verwaltung arbeitete zunehmend nachlässig und so sanken auch die Einnahmen des Klosters; es kam sogar zu Schulden. Aus dem Jahr 1460 ist beispielsweise überliefert, dass die Nonnen einem Pfarrer 34 Malter Früchte und 18 rheinische Gulden schuldeten. Reformversuche blieben ohne nachhaltigen Erfolg. Friedrich von Sombreff, ein Nachfolge der Stifterfamilie von Kerpen, schlug zu Beginn des 15. Jahrhunderts beispielsweise vor, das Kloster durch Prämonstratenser-Chorherren aus Steinfeld führen zu lassen. In der zweiten Hälfte des 15. Jahrhunderts – das genaue Jahr wird in den verschiedenen Quellen mit 1461, 1474 sowie 1475 genannt – verwüstete ein Feuer das Klostergebäude praktisch vollständig sowie Teile der Kirche. Für zahlreiche Gläubige war das ein Zeichen des Himmels, der die drängenden Reformen anschob. Nach etlichen Jahren des Wiederaufbaus wurde Kloster Niederehe 1505 auf Betreiben des damaligen Landesherren Graf Diedrich IV. von Manderscheid-Schleiden mit päpstlicher Zustimmung in ein Männerkloster umgewandelt, das jedoch weiterhin der Prämonstratenserabtei Steinfeld unterstellt war, somit nunmehr von Prämonstratenserchorherren bewohnt wurde und bereits seit 1504 dem ersten wiedereingesetzten Prior Heinrich Engelen unterstand. Alle vorhandenen Güter wurden auf das neue Kloster umgeschrieben, ebenso alle Erbschaften. Die Rekonziliation fand am 22. August 1505 im Beisein des Kölner Suffraganbischofs Theodorich statt. Dabei wurde der Hochaltar zu Ehren der Dreifaltigkeit, der heiligen Maria sowie zu Ehren von Johannes dem Täufer, Leodegar von Autun, Arnulf von Metz und den 10.000 Märtyrern konsekriert. Ebenso konsekriert wurden ein Altar in der damaligen Sakristei und ein weiterer Seitenaltar. Die Kirche verfügte nun über insgesamt sechs Altäre. Die Neustrukturierung bestätigte unter anderem Robert Graf von Virneburg aus der Grafschaft Virneburg, der zu dieser Zeit als Abt in Prüm wirkte, in einer Urkunde vom 8. September 1507. Wenige Wochen später, am 11. November 1507 erhielt das Kloster vom Grafen Dietrich und seiner Frau Margaretha 300 Gulden als Darlehen, die jährlich in Raten zu je 50 Gulden abgetragen werden mussten. Als Zins erhielten der Graf und seine Frau jährlich zwei Malter Früchte, gleichzeitig traten sie alle Gelder und Renten an das Kloster ab, die sie aus Berenbach bezogen. Die Leitung übernahm ein Prior aus Steinfeld. Die Umstrukturierung zeigte Wirkung: Es trat der beabsichtigte wirtschaftliche Aufschwung ein. 1514 gab es Einkünfte aus Gudenheim, Carlsberg, Nohn, Oberehe-Stroheich, Walsdorf und Arendorf. 1539 kam Leudersdorf hinzu. 1541 gab es Überlegungen, das Kloster nach Schleiden zu verlegen. Der Steinfelder Abt Jakob Panhausen (1540–1582) widersetzte sich jedoch diesen Plänen der Herren von Kerpen und so blieb das Kloster in Niederehe.
1567 konvertierten die Herren von Manderscheid-Schleiden im Zuge der Confessio Augustana zum Protestantismus. Während das Kirchenschiff nunmehr für evangelische Gottesdienste genutzt wurde, blieb der Chorraum der katholischen Gemeinde von Niederehe und dem Kloster, das nicht aufgelöst wurde, vorbehalten. Nach dem Tod des Grafen Diedrich IV. von Manderscheid-Schleiden 1593 wurde die Grafschaft wieder katholisch und 1595 übertrug Philipp von der Mark die Leitung des Klosters wieder der Abtei Steinfeld. Prior Eulenbroich konnte am 10. Oktober 1593 den Gottesdienst wiederaufnehmen. 1674 kam der Zehnte aus Nohn hinzu, 1720 aus Leudersdorf. 1752 und 1782 wurden umfangreiche Um- und Neubauten verwirklicht, wie zuletzt eine Neuerrichtung des Westflügels.

### 19. bis 21. Jahrhundert
Das Ende des Klosters als geistliche Einrichtung kam zu Beginn des 19. Jahrhunderts nach der Besetzung der linksrheinischen Gebiete durch französische Revolutionstruppen während der Koalitionskriege und der Anerkennung der Annexion durch den Frieden von Lunéville 1801. 1803 wurde das Kloster im Zuge der Säkularisation unter Napoleon Bonaparte aufgelöst. Der letzte Prior des Klosters, Eberwin Eschweiler, wurde zum Pfarrer von Niederehe. Der Klosterbesitz fiel an den französischen Staat und wurde am 18. Juni 1804 für 1260 Taler versteigert, wobei die Kirche und Teile der Klostergebäude an die Pfarrei gingen. Das Brauhaus brachte einen Erlös von 245 Talern; die Klostermühle 360 Taler. Die zuvor kölnische Pfarrei wurde Hilfspfarrei des Kantons Lissendorf bei Hillesheim und gehörte damit zum Bistum Trier.
Seit 1991 ist Niederehe Sitz einer Pfarreiengemeinschaft, zu der auch die Pfarreien in Üxheim, Nohn, Oberehe und Walsdorf gehören. In der ehemaligen Klosterkirche finden regelmäßig Gottesdienste sowie etwa viermal jährlich Orgelkonzerte statt. Sie ist Pfarrkirche, dem heiligen Märtyrer Leodegar von Autun geweiht und tagsüber geöffnet. Führungen finden nur an bestimmten Terminen oder nach Absprache statt. In den ehemaligen Klostergebäuden befinden sich im 21. Jahrhundert Einrichtungen der Pfarrgemeinde und Privatwohnungen.

## Baubeschreibung

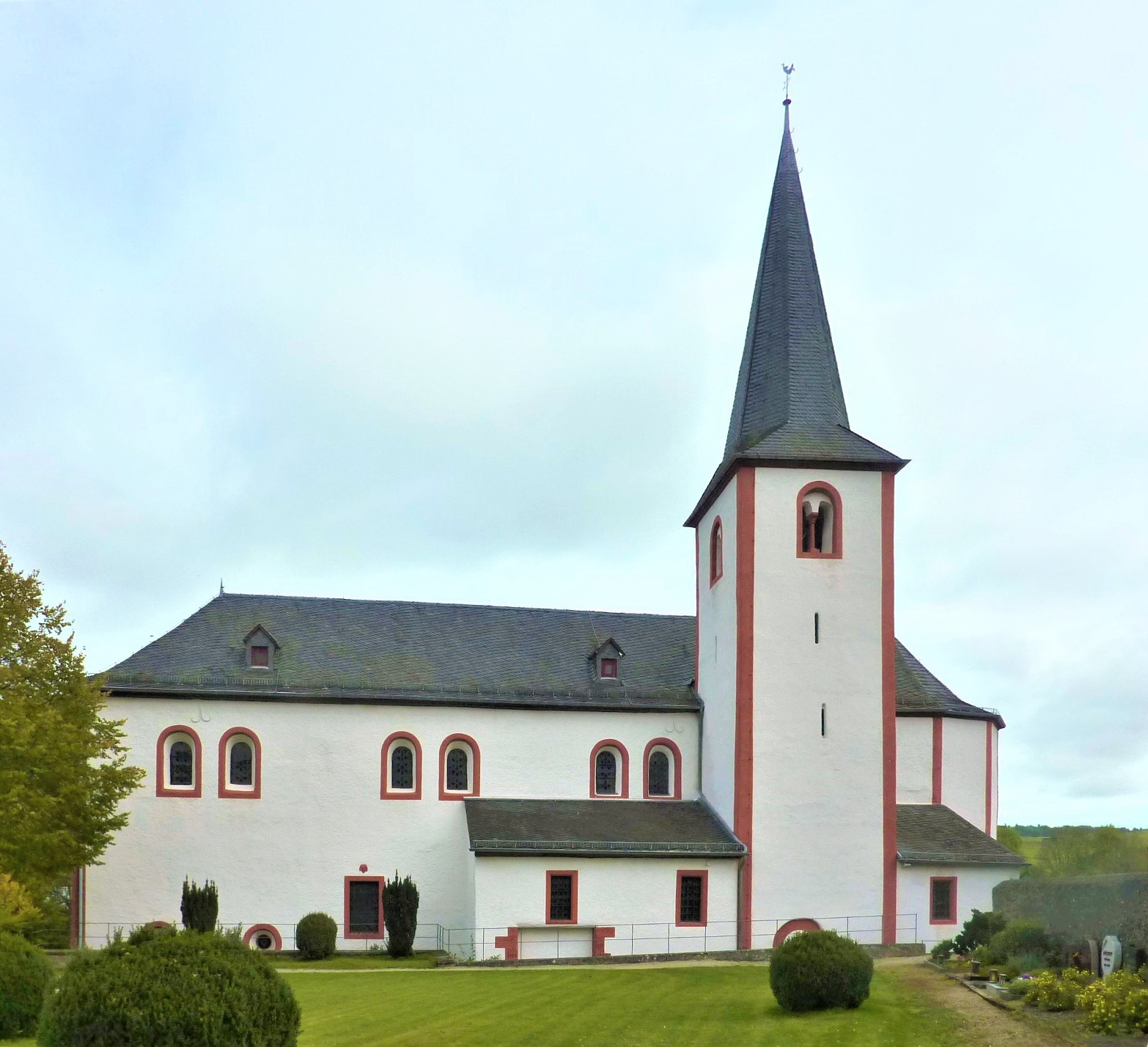
Klosterkirche von Süden

Südlich des Hauptschiffs befindet sich das deutlich niedrigere Seitenschiff. Es ist der älteste Teil der Kirche; seine Erbauung wird auf die Zeit zwischen 1162 und 1175 datiert und  im Volksmund ahle Kirch (alte Kirche) genannt. Vermutlich als Grablege derer von Kerpen errichtet, lag das Patrozinium beim heiligen Leodegar. Um 1200 bauten Handwerker im Stil der Spätromanik nördlich des Bauwerks eine Saalkirche aus Bruchsteinen an. Die ahle Kirch wurde somit Seitenschiff und erhielt ein Kreuzgratgewölbe, dessen westlicher Teil von 1500 bis 1505 neu kreuzgewölbt wurde. Es ist 2,86 Meter breit und erhielt im 18. Jahrhundert große, rechteckige Fenster.
Der Chor ist geostet, nicht eingezogen und hat einen Fünfachtelschluss. Die Bruchsteine wurden mit einem weißen Putz versehen. Zur optischen Gliederung wurden einzelne Elemente mit einem rot-braunen Anstrich versehen, so etwa die Ecken des Chors, die wie Lisenen wirken. Im unteren Bereich ist in jedem der fünf Chorfelder je ein kleines Rundbogenfenster, dessen Laibung ebenfalls durch den Anstrich betont wird. In Höhe der Kämpfer verbinden Rundbögen die einzelnen Fassadenelemente.
An der Nordseite des Kirchenschiffs ist am östlichen Ende ein kleiner rechteckiger Anbau mit einem Ochsenauge an der östlichen Fassade. Darüber sind je zwei paarweise angeordnete Rundbogenfenster. Nach Norden erstreckt sich das Klostergebäude, das die letzten drei zugesetzten Fenster verdeckt. An der Südseite steht am Übergang zwischen Chor und Kirchenschiff der Kirchturm. Nach Westen bauten die Handwerker drei hochgesetzte Fenstergruppen mit je zwei paarweise angeordneten Rundbogenfenstern. In der Mitte ist eine rechteckige Pforte, nach Westen gerichtet sind seit 1905 zwei Rundfenster, die mit farbigen Emblemen des heiligen Leodegar verziert sind. Das Schiff ist einschließlich des Chors 33,5 Meter lang und etwa 6,5 Meter breit. Es hat vier Joche mit Kreuzgewölbe, dessen Gurtbögen reichhaltig verziert sind. Die westliche Wand ist vergleichsweise schlicht mit einer großen Pforte, die im 21. Jahrhundert als Zugang dient. Durch ein Fenster mit einem Vierpass fällt Licht auf die Empore. Das Schiff trägt ein Walmdach.
Der annähernd quadratische Turm hat vier Geschosse; im Glockengeschoss sind in einer Rundbogenöffnung je zwei gekuppelte Klangarkaden. Er schließt mit einem achtfach geknickten Zeltdach ab.
An der Nordseite der Kirche schließt sich der Klosterhof an, der im Norden und Westen von den rechtwinklig aneinandergebauten ehemaligen Klostergebäuden eingefasst wird und sich nach Osten zum Ort hin öffnet. Der Nordflügel wurde um 1650 errichtet.
Der Westflügel wurde in den Jahren 1776 bis 1782 auf älteren Grundmauern fast völlig neu erbaut und schließt unmittelbar an die Kirche an. Beide Klosterflügel haben über dem Kellergewölbe zwei Vollgeschosse und ausgebaute Mansarddächer mit Dachgauben. Sie sind ebenso wie die Kirche aus Bruchsteinen erbaut und verputzt. Der gesamte Komplex ist im 21. Jahrhundert weiß getüncht, wobei die Fenster- und Türeinfassungen sowie sonstige Zierelemente wie Fensterrosetten oder Eckpilaster farblich abgesetzt sind, überwiegend in einem rotbraunen Farbton.

## Ausstattung

### Altar und Gestühl

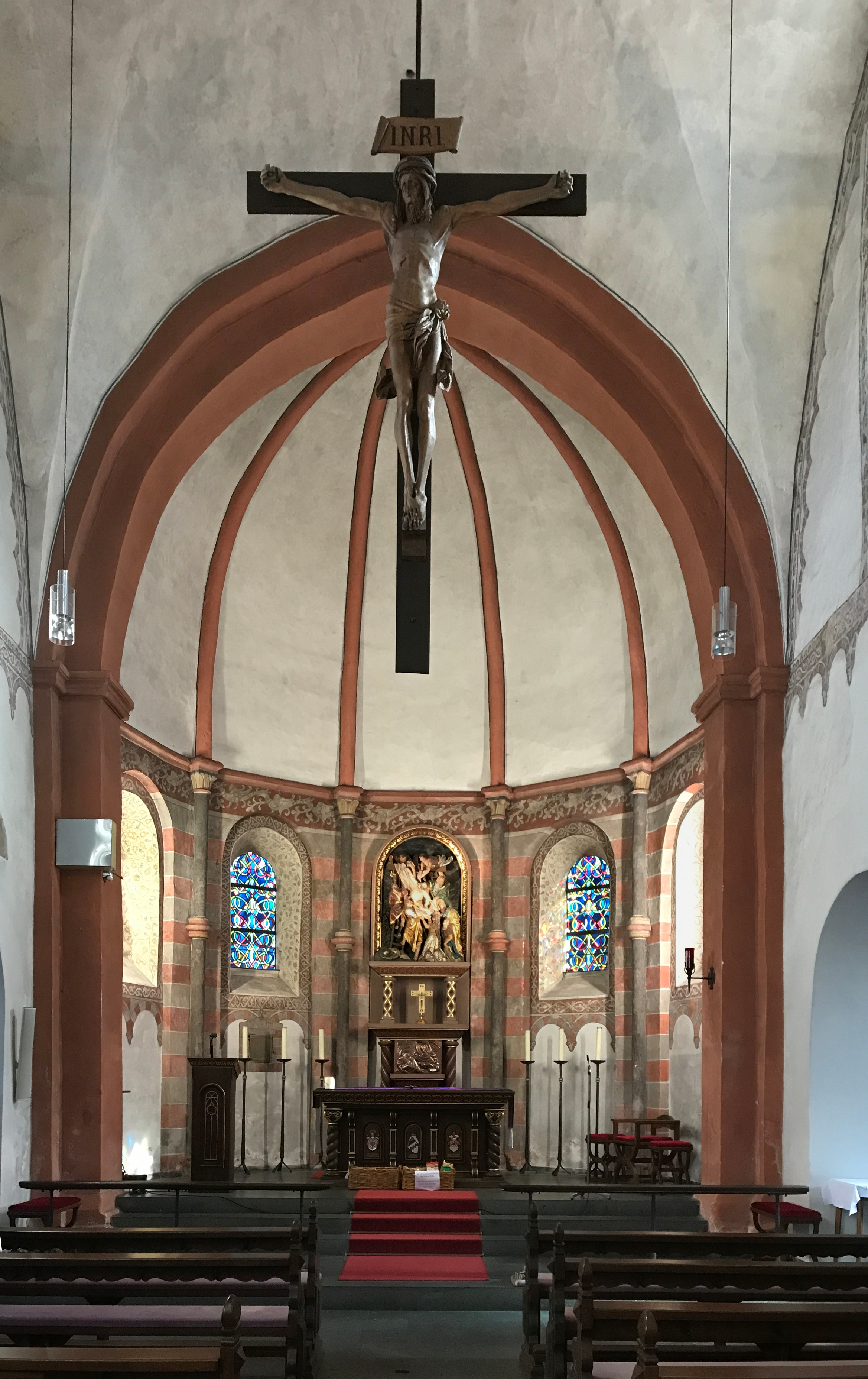
Blick in den Chor

Der Hochaltar entstand in der Zeit um 1700, wurde 1928 verändert und im 21. Jahrhundert wieder in seinen ursprünglichen Zustand versetzt. Das Tabernakel steht zwischen zwei gedrehten Säulchen. Seitlich ist die Inschrift „Steh auf und iß, Du hast noch einen weiten Weg vor Dir“ (1. Buch der Könige 19, 1–8) angebracht. Darüber sind zwei weitere Säulchen mit einem in der Mitte aufgestellten Kruzifix. Sie tragen ein steinernes Relief, das in einem rundbogenförmigen, hölzernen Rahmen eingefasst ist und die Kreuzabnahme zeigt. Abgängig sind zwei Seitenaltäre aus dem 18. Jahrhundert, die im 19. Jahrhundert instand gesetzt wurden. Im Hauptfeld waren Reliefs des heiligen Leodegar sowie des Norbert von Xanten aufgestellt. 1964 entfernte die Kirchengemeinde eine hölzerne, mit Knorpelwerk verzierte Kanzel aus dem 17. Jahrhundert. Das zweiteilige, je siebensitzige Chorgestühl stammt aus dem Jahr 1530. Die hölzernen Wände sind in Felder gegliedert, darauf Maßwerk. In den Wangen sind Figuren der Maria, Johannes des Täufers sowie der Heiligen Leodegar und Augustinus aufgestellt. Das Gestühl stand ursprünglich an der nördlichen und südlichen Wand des Chors hinter einem Gitter aus Schmiedeeisen aus dem Jahr 1643, das mit einem Wappen der Abtei Steinfeld verziert war. 1964 stellte die Kirchengemeinde das Gestühl auf beide Seiten des Nonnenchors. Daneben stehen Bänke aus dem 16. Jahrhundert, die unter anderem mit Stifterwappen und figürlichen Reliefs von Ordensbrüdern und Gelehrten verziert sind. Das Chorgitter wurde bei der letzten Renovierung als Abschluss der Nonnenempore versetzt und dabei von den ursprünglich 5 Metern verkürzt.

### Hochgrab des Grafen Philipp von der Mark
Im westlichen Teil des südlichen Seitenschiffs befindet sich das Hochgrab des 1613 verstorbenen Grafen Philipp von der Mark und seiner Gemahlin Katharina von Manderscheid-Schleiden, die 1593 starb. Ein bislang unbekannter Künstler schuf um 1625 das Werk aus belgischem Marmor mit dreiviertelfigürlichen Reliefabbildungen der Verstorbenen. Zu einer früheren Zeit stand es vor dem Hochaltar und kam ausweislich einer Inschrift an der Fußkonsole im Jahr 1907 in das Seitenschiff. Nachdem der Pfarrer Heinrich Josef Pfaffenhausen im 20. Jahrhundert das Hochgrab abreißen ließ, kamen einzelne seiner Teile abhanden. Auf Initiativen des Trierer Bistumskonservators und des Landesamtes für Denkmalpflege in Mainz konnten einige Teile des Grabes jedoch wieder gesichert und zusammengeführt werden. Die Figurenplatte ist 2,25 m breit und 2,42 m lang. Auf der Tumba finden sich die Ahnenwappen der Gräfin; die Platte mit dem Wappen des Grafen ist – ebenso wie die Grabinschrift – abgängig. Weitere Epitaphe erinnern unter anderem an die 1700 verstorbene Katharina von Veyder.

### Weitere Ausstattung
An den Langhausseiten befinden sich kunsthistorisch bedeutende Elemente. An der Nordwand in Richtung Chor ist es eine rund 85 cm hohe Halbfigur des Leodegar, die im 17. Jahrhundert entstand. Sie war ursprünglich seitlich des Tabernakels als Teil des Hochaltars platziert. Im mittleren Joch hängt ein 2,65 m hohes Triumphkreuz aus der Zeit um 1500. Richtung Westen ist an der Wand eine Figur des heiligen Mauritius zu sehen, daneben eine Pferdegestalt, die vermutlich aus der Filialkapelle in Heyroth stammt. An der Südseite befindet sich eine rund ein Meter große Darstellung des Antonius aus dem 17. Jahrhundert sowie Hermann Joseph von Steinfeld. Letztere Figur stand ursprünglich ebenfalls in Heyroth. Das Ensemble wird mit Hedwig von Andechs vervollständigt. Vor der westlichen Emporenwand ist Christophorus ikonographisch als Hüne mit Stab dargestellt, der das Jesuskind auf den Schultern trägt. Die Figur ist rund 85 cm hoch und stammt aus dem 17. Jahrhundert. Aus dem offenen Giebel des Hauptaltars der Kapelle in Heyroth kam auch die Gottesgebärerin nach Niederehe. Die Figur steht an der östlichen Stirnwand in der Antoniuskapelle im südlichen Nebenschiff. Dort steht in einer Nische eine Holzfigur des Judas Thaddäus aus dem 18. Jahrhundert. Sehenswert ist weiterhin ein Wandgemälde des Leodegar aus der Zeit um 1500, das bei der letzten Renovierung gesichert wurde. Deutlich früher, 1904, wurde die Ausmalung im Chor aus dem 13. Jahrhundert gesichert und 1963 im originalen Farbzustand wiederhergestellt.

### Orgel

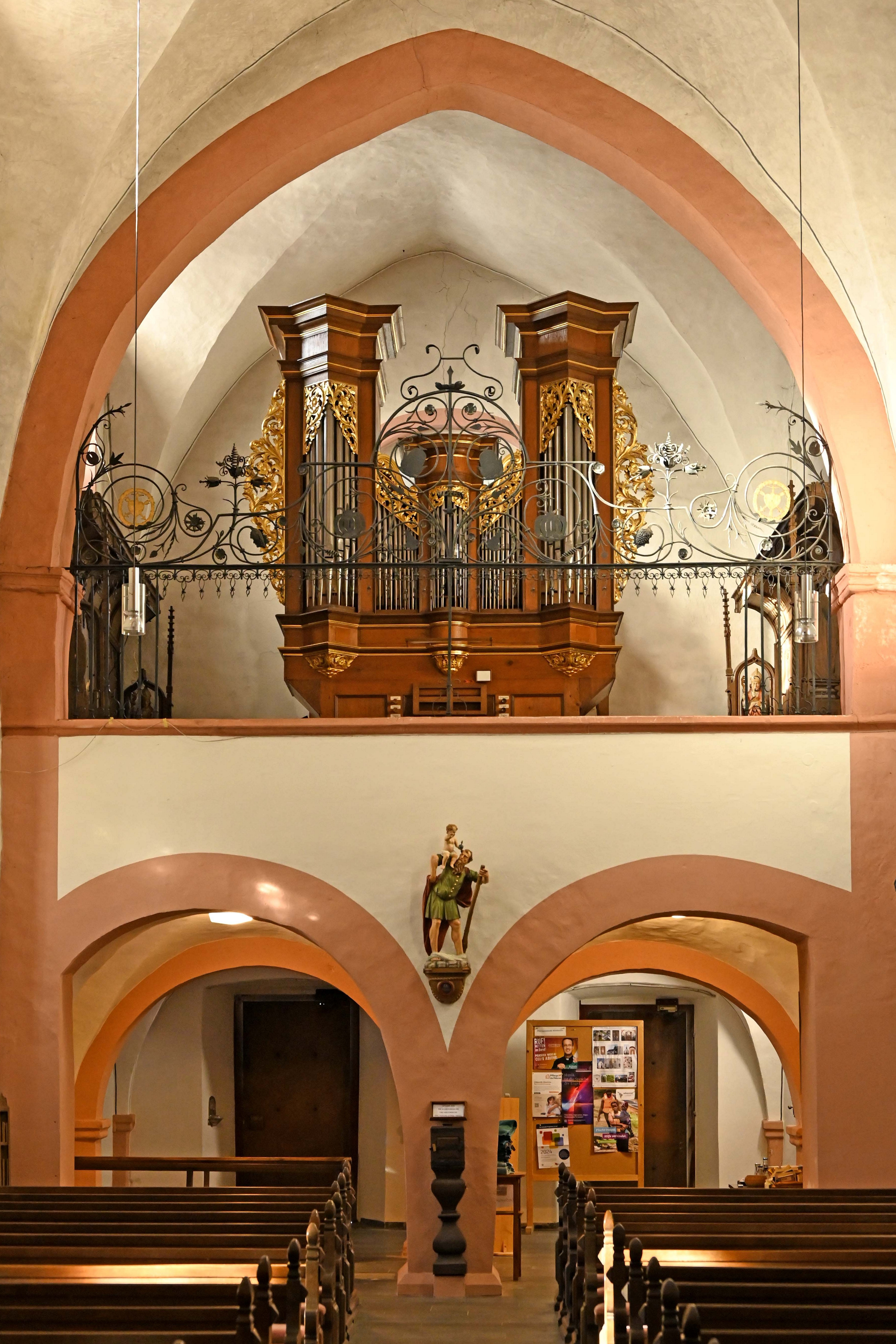
König-Orgel von 1714/15

Die Kirchenorgel ist das erste Werk des Orgelbaumeisters Balthasar König und wurde 1714/1715 im Stil des Barock erbaut. König erhielt nach Aufzeichnungen aus dem Pfarrarchiv in Niederehe für das Werk 285 Reichstaler sowie zwei Weinlieferungen. Die Orgel gilt als älteste Barockorgel bzw. älteste bespielbare Orgel in Rheinland-Pfalz und hat 12 Register. In den Jahren 1997/1998 erfolgte eine umfangreiche Restaurierung und teilweise Rekonstruktion zur Wiederherstellung des ursprünglichen Zustands durch Orgelbau Hubert Fasen. Auf Grund der dabei wiederhergestellten modifiziert mitteltönigen Stimmung ist die Orgel nur für Kompositionen geeignet, die nicht mehr als drei Vorzeichen aufweisen. Die Handwerker versetzten das Instrument an die Westwand der Empore. Der Prospekt besteht aus schlanken Seitentürmen, die eine Rundkonsole miteinander verbinden.
Die Disposition lautet:
| I Hauptwerk |             |            |     |
| 1.          | Portun      | 8'         |     |
| 2.          | Copel       | 8'         |     |
| 3.          | Principal   | 4'         |     |
| 4.          | Fleute dous | 4'         |     |
| 5.          | Cornet      | 2/3’       |     |
| 6.          | Superoctav  | 2'         |     |
| 7.          | Solcena 2f  | 2/3’+13/5’ |     |
| 8.          | Mixtur 4f   | 1'         |     |
| 9.          | Trompete    | 8'         | B/D |

| Pedal |          |     |
| 10.   | Subbaß   | 16' |
| 11.   | Octavbaß | 8'  |
| 12.   | Trompet  | 8'  |

- Koppeln: Pedalkoppel
- Tremulant

## Denkmalschutz
Als Denkmalzone „Im Klosterhof 1–5“ ausgewiesen sind der Westflügel (Im Klosterhof 1 und 2) von 1776, der heute in Wohneinheiten aufgeteilte Nordflügel (Im Klosterhof 3, 4 und 5), die Umfassungsmauer aus Bruchsteinen sowie die heutige Pfarrkirche nebst Inventar.

## Tourismus
Mehrere markierte Wanderwege berühren das Kloster oder führen in unmittelbarer Nähe vorbei, unter anderem der Geo-Pfad Hillesheim und der Eifelkrimi-Wanderweg. Nur wenige Meter vom Kloster entfernt verläuft im Tal des Niedereher Bachs der Kalkeifel-Radweg als „Themenroute“ und Teilabschnitt eines überregionalen Fernradwegenetzes.